# Zachary Cooper
Zachary Cooper (15 aprile 1998) è un tuffatore statunitense.

## Biografia
Eì figlio di Bradley e Leslee Cooper. Si è diplomato presso l'Indiana Connections Academy nel 2017. In seguito ha studiato all'University of Miami. Gareggia per il Miami Diving. E' allenato da Randy Ableman.
Ai mondiali di Gwangju 2019 si è classificato al quinto posto nel |sincro 10 metri misti, gareggiando con la connazionale Olivia Rosendahl.

## Palmarès
| Anno | Manifestazione      | Sede    | Evento            | Risultato | Prestazione | Note |
| ---- | ------------------- | ------- | ----------------- | --------- | ----------- | ---- |
| 2015 | Giochi panamericani | Toronto | Piattaforma 10 m  | 9º        | 355.35 p.   |      |
| 2015 | Giochi panamericani | Toronto | Sincro 10 m       | 5º        | 348,39 p.   |      |
| 2019 | Mondiali            | Gwangju | Sincro 10 m misti | 5º        | 267,96 p.   |      |
| 2021 | Coppa del Mondo     | Tokyo   | Piattaforma 10m   | 12º       | 384,20 p.   |      |